# Josep Asens Giol
Josep Asens Giol (Barcelona, 15 de juliol de 1900 - Annecy, França, 1985) sindicalista.
Fill de Josep Asens i Lladó i de Pilar Giol i Aragonès nascuda a Porrera.
Fou militant de la CNT, secretari de la Federació Local de Barcelona des de 1935 i Cap de Serveis de les Patrulles de Control , des de la seva creació el mes d'agost del 1936 fins a la seva dissolució el 4 de juny del 1937. Les Patrulle de Control van dependre del Comité Central de Milícies Antifeixistes des del 21 de juliol al 1 d´octubre després e la Junta de Seguretat de la Generalitat de Catalunya.
El juliol del 1936, com a secretari de la Federació Local de Sindicats de Barcelona, fou membre del Comitè Revolucionari que coordinà la lluita dels comitès de defensa de la CNT i dels sindicats contra l´alçament de l´Exèrcit i dels feixistes. Era membre del Comitè Regional de Catalunya de la CNT i del Comitè de Defensa Confederal.
Josep Asens, amb Durruti, García Oliver i Aurelio Fernández va formar part de la delegació cenetista que es va reunir amb el president de la Generalitat republicana Lluís Companys el 20 de juliol del 1936 per a fer palès el pes que les organitzacions cenetistes havien de tenir a l'hora d'organitzar la situació política a Catalunya. Va ser un dels representants de la CNT al Comitè Central de Milícies Antifeixistes des de la seva creació el 21 de juliol. La seva responsabilitat principal va ser la de Cap de Serveis de les Patrulles de Control fins a la seva dissolució el 4 de juny de 1937, després dels Fets de Maig.
L'abril del 1938 va ser expedientat pel comitè executiu del moviment llibertari de Catalunya, per haver-se negat a sotmetre´s a la justÍcia republicana, con li demanva la CNT..
Josep Asens va exiliar-se a França a l´agost de 1936, con van fer-hi 200 ex patrullers. Al 1939 va patir els camps de concentració. Després de la Segona Guerra Mundial va continuar la seva vida a Seynod (Annecy, França) on va morir el 1985.